# Rebecca Samaria Lolosoli
Rebecca Samaria Lolosoli est la fondatrice et cheffe du village d'Umoja, village situé au Nord du Kenya, à 380 kilomètres de Nairobi où n'habitent que des femmes. Elle représente le village d'Umoja lors de congrès auxquels elle est invitée afin de trouver une solution pour mettre un terme aux problèmes d'inégalités homme/femme.

## Biographie
Rebecca Lolosoli est née en 1962 au village de Wamba, situé dans le district du Samburu au Kenya. Elle est la fille de Ditan et Naisaba Lasanguriki et la quatrième enfant d'une famille de six frères et sœurs. Son père, marié à 3 femmes, était polygame.
Rebecca est allée à l'école primaire pour filles de Wamba en 1971. Puis, elle a intégré un centre de formation catholique au métier d'infirmière à Wamba pendant six mois mais a dû mettre un terme à ses études pour des raisons financières.

## Engagement

### Origine de son engagement pour le droit des femmes
À 15 ans, elle est excisée, un rite traditionnel pratiqué dans la région. Plus tard, elle est vendue pour 17 vaches et mariée de force à un homme d'affaires officiel kényan alors qu'elle n'a que 18 ans. Rebecca a échappé de peu à un viol par des soldats britanniques de la base militaire de l'Archer Post, crime récurrent dans la région (on estime à 1400 le nombre de viols perpétrés par des soldats britanniques dans les années 1990). Là débute son engagement pour la cause féminine. En effet, Rebecca acquiert une certaine indépendance financière grâce à la vente de biens manufacturés et s'oppose ainsi à la tradition patriarcale de la région. Par la suite, elle commence à évoquer le tabou du viol lors de réunions gouvernementales locales, ce qui lui vaut d'être sévèrement battue et volée par des hommes samburus. Face au désintérêt et à l'inaction de son mari, Rebecca réalise que sa vie est mise en danger. En conséquence, elle s'enfuit de chez elle et crée le village d'Umoja, en 1991 avec l'aide de 15 autres femmes violentées. L'année 2010 marque un tournant dans la vie de Rebecca Lolosoli puisqu'elle obtient enfin le droit de divorcer.

### Vie au village d'Umoja
La création du village, réservé uniquement aux femmes, défie un système tribal dans lequel les femmes ne peuvent avoir ni terres ni bétail ou encore d'accès à l'éducation. Le village assure la sécurité de ses membres (63 personnes en 2011) mais offre surtout des possibilités d'avenir. Selon Rebecca Lolosoli:
"They become socially and economically independent and make decisions on matters that affect them directly"
Depuis les débuts, Rebecca Lolosoli occupe une place centrale dans le village en tant que matriarche élue démocratiquement. Afin de subvenir à leurs besoins, Rebecca et les membres du village ont dans un premier temps vendu des produits agricoles: maïs, sucre, etc. Cependant, face aux faibles revenus engrangés, elles s'orientent vers d'autres secteurs tels que la vente de bijoux en perles. Cette croissance économique a permis l'achat de terre pour 200,000 shillings ($2700) afin d'obtenir la légitimité foncière face aux villages rivaux. De plus, l'argent récolté a permis la création d'un musée et d'une école destinée aux enfants d'Umoja et des villages alentour. La popularité du village, par sa singularité dans la région, a favorisé le tourisme qui est en pleine expansion aujourd'hui. Le parcours atypique de Rebecca et son combat permanent pour l'émancipation des femmes a été très bien accueilli à l'international. Sa reconnaissance a également permis de faire connaître le village et ainsi encourager le tourisme.

## Rayonnement à l'international
Rebecca a présidé la Maendeleo Ya Wanawake Organization (MYWO) de 1995 à 2005. Organisation de femmes bénévoles à but non lucratif, celle-ci a pour mission d'améliorer la qualité de vie des communautés rurales en particulier celle des femmes et de la jeunesse kényane. Quatre ans plus tard, Diane von Fürstenberg la remarque lors d'un voyage au Kenya et l'inscrit aux Vital Voices, une organisation non-gouvernementale à but non lucratif qui travaille en collaboration avec les principales actrices de l'autonomisation économique, de la participation politique des femmes et des droits de l'homme. Cette ONG a été fondée par Hilary Clinton en 1999. Rebecca reçoit un "Global Leadership Award" en 2010 pour son initiative courageuse dans la lutte pour le droit des femmes. La même année, la styliste de renommée mondiale Diane von Fürstenberg présente une collection de printemps inspirée de vêtements traditionnels du village d'Umoja. En 2009, ces créations avaient déjà été présentées lors du défilé de la DVF Catwalk. En 2011, Rebecca Lolosoli rencontre la secrétaire d’état Hillary Clinton lors du Women in the World Summit à New York, sommet rassemblant les personnalités les plus influentes de la lutte pour la reconnaissance du droit des femmes. Plus récemment, Rebecca reçoit le GR8! Women Award pour son engagement et son combat pour le droit des femmes. Ce titre lui est remis, ainsi qu'à 17 autres femmes, à Dubaï, le 7 mars 2012. En juin 2012 est publié l'ouvrage Vital Voices: The Power of Women Leading Change Around the World écrit par Alyse Nelson qui raconte son histoire ainsi que celles d'autres femmes influentes dans le monde.